# Ingleneuk House
Ingleneuk House ist ein Wohngebäude in der schottischen Kleinstadt Banff in der Council Area Aberdeenshire. 1972 wurde das Bauwerk in die schottischen Denkmallisten in der höchsten Denkmalkategorie A aufgenommen.

## Beschreibung
Das Wohngebäude, das abseits der Straße Water Path nahe Banff Castle gelegen ist, wurde im späteren 17. Jahrhundert errichtet. Das Gebäude ist von der Straße aus nur bedingt einsehbar. Es ist über einen Innenhof jenseits eines Torbogens bei Hausnummer 2 zugänglich. Stilistisch entspricht das Gebäude einem Typ, der im Banffshire des 18. Jahrhunderts üblich war.
Die Fassaden des Bruchsteinbaus sind mit Harl verputzt, wobei Natursteineinfassungen abgesetzt sind. Die ostexponierte Hauptfassade des zweistöckigen Wohngebäudes ist drei Achsen weit, jedoch nicht völlig symmetrisch aufgebaut. Die rückwärtige Fassade ist hingegen fünf Achsen weit. Das weite Eingangsportal ist zweiflüglig ausgeführt. Das Gebäude schließt mit einem schiefergedeckten Satteldach. Sein straßenseitiger Nordgiebel ist als Staffelgiebel ausgeführt.
Im Inneren befindet sich ein Sandsteinherd, der um 1700 installiert wurde. In seiner segmentbogigen Ausführung entspricht er der typischen regionalen zeitgenössischen Bauweise und ist mit dem quadratischen Kamin am Nordgiebel verbunden.